# Patrick Leclercq
Patrick Leclercq (ur. 2 sierpnia 1938 w Lille) – francuski i monakijski polityk.
Studiował na École Nationale d'Administration (ENA). Był ambasadorem Francji w Jordanii, Egipcie i Hiszpanii. Od 5 stycznia 2000 do 1 maja 2005 pełnił funkcję ministra stanu Monako (premier Monako).